# 鼹形田鼠
鼹形田鼠（学名：Ellobius talpinus）为仓鼠科鼹形田鼠属的动物。分布于亚洲北部，包括中国大陆新疆、内蒙古等地，一般栖息于草原以及荒漠。该物种的模式产地在伏尔加河。
鼴形田鼠的Y染色體已消失，而由第二號染色體的CBX2基因代替SRY基因，發揮了決定雄性性別的作用。

## 亚种
- 鼹形田鼠哈密亚种（学名：Ellobius talpinus albicatus），Thomas于1912年命名。在中国大陆，分布于新疆（哈密东南山地）等地。该物种的模式产地在新疆哈密山地。[5]
- 鼹形田鼠伊犁亚种（学名：Ellobius talpinus coenosus），Thomas于1912年命名。在中国大陆，分布于新疆（天山山地）等地。该物种的模式产地在新疆昭苏木扎特。[6]
- 鼹形田鼠蒙古亚种（学名：Ellobius talpinus larvatus），G. Allen于1924年命名。在中国大陆，分布于内蒙古等地。该物种的模式产地在蒙古戈壁阿尔泰。[7]
- 鼹形田鼠北疆亚种（学名：Ellobius talpinus tancrei），Blasius于1884年命名。在中国大陆，分布于准噶尔盆地周围）、阿尔泰山、新疆（天山北麓等地。该物种的模式产地在蒙古和俄国境内阿尔泰山]。[8]
- 鼹形田鼠准噶尔亚种（学名：Ellobius talpinus ursulus），Thomas于1912年命名。在中国大陆，分布于新疆（巴尔鲁克山）等地。该物种的模式产地在新疆巴尔鲁克山。[9]